# 天城ハイランド
天城ハイランド（あまぎハイランド）は、静岡県賀茂郡東伊豆町の片瀬白田に所在している別荘地。

## 概要
片瀬白田駅から白田川沿いに北西へと伸び、途中で川を跨いで北上していく道路を上がって行った先、天城山（天城連山）の南側山麓、標高400m-600m約70万坪の敷地に造成されている。
(したがって、天城山（天城連山）の北側山麓に造成されている東急天城高原別荘地とは、山頂を挟んで反対側に位置している。)
伊豆急行線の開通に合わせて、1961年（昭和36年）から開発・分譲開始。現在、建物は約380棟、永住者は約65世帯約100人、残りは別荘利用。
管理業務は、開業時から管理業務を行ってきた伊豆ハイランド株式会社が委託する形で、実質的には緑地株式会社が行っている。
なお、別荘地の北方には、県指定の天然記念物「シラヌタ (不知沼) の池」や、「シラヌタ (不知沼) の杉」「お化け杉 (千手観音杉)」などがあり、別荘地はそこへと向かうハイキングコースの主要ルートになっている。